# 危險性遊戲
《危險性遊戲》（英語：Cruel Intentions）是一部1999年美國青少年浪漫劇情片，由羅傑·高寶編劇並執導，莎拉·蜜雪兒·吉蘭、瑞恩·菲利普、麗絲·韋花絲潘和莎瑪·布萊兒主演。這部電影是對皮埃尔·肖代洛·德拉克洛1782年小說《危險關係》的現代重述，故事發生在紐約市富有的高中生之間。
本片最初是一部小成本獨立電影，後來被哥倫比亞影業公司收購並於1999年3月5日全国上映。儘管評論界褒貶不一，但吉蘭、菲利普和韋花絲潘的表演受到了讚揚，《危險性遊戲》自此在全球獲得了7600萬美元的票房收入。票房上的成功催生了2000年的前傳和2004年的續集，以及2015年的點唱機音樂劇。
自上映以來，這部電影已被視為邪典电影。

## 剧情
在紐約市的一棟高檔豪宅中，富有、受歡迎且聰明的青少年凱瑟琳·默特伊與考德威爾夫人和她的女兒塞茜爾谈论她的私立學校，塞茜爾即將成為學校的新生。凱瑟琳向考德威爾夫人保證，她會照顧天真的塞茜爾。當凱瑟琳的繼弟塞巴斯蒂安·瓦爾蒙特進入房間時，考德威爾夫人對他反應冷淡，並與塞茜尔一起離開。
凱瑟琳告訴塞巴斯蒂安，她打算利用塞茜爾报复她的前男友考特·雷諾茲，因为他為了塞茜爾拋棄了她。凱瑟琳让塞巴斯蒂安这个臭名昭著的好色之徒去勾引塞茜爾，想要借此毀了她在考特眼中的形象。塞巴斯蒂安拒絕了，因為他打算勾引學校新任校長的處女女兒安妮特·哈格羅夫，她寫了一篇文章發表在《17》雜誌上，支持婚前貞潔。经过一番协商，他们达成了一个赌约：如果塞巴斯蒂安未能勾引安妮特，凱瑟琳將獲得塞巴斯蒂安的老式捷豹XK140车；如果他成功了，凱瑟琳就要和他發生性關係。
塞巴斯蒂安第一次引誘安妮特的嘗試失敗了，因為她顯然已經知道他的名聲。塞巴斯蒂安最初懷疑格雷格，他是安妮特來自堪薩斯州的朋友，一位受歡迎的足球運動員，也是未出櫃的同性戀者。塞巴斯蒂安用格雷格和出櫃的同性戀朋友在床上的照片來敲詐他，逼迫他向安妮特說好話。塞巴斯蒂安后来發現是考德威爾夫人把他的为人告诉了安妮特。塞巴斯蒂安最終同意引诱塞茜爾作為報復。與此同時，塞茜爾向凱瑟琳吐露了她與音樂老師羅納德·克利福德的戀情。凱瑟琳向考德威爾夫人透露了此事，考德威爾夫人命令塞茜爾結束這段關係，但這只是因為羅納德是黑人。塞巴斯蒂安聲稱他有一封羅納德寫給塞茜爾的信，引誘她到他家。然後他把塞茜爾灌醉，要挟她允许他为她口交。第二天，塞茜爾向凱瑟琳吐露心聲，凱瑟琳建議她盡可能地放蕩滥交，以學習如何取悅羅納德。
塞巴斯蒂安開始真正愛上安妮特，安妮特也回應了他的感情，但仍然猶豫不決。塞巴斯蒂安稱她為偽君子，因为她虽然聲稱自己在等待真愛，但卻拒絕了眼下这个真愛的機會。安妮特終於心軟了，但塞巴斯蒂安對自己的感情感到困惑，又拒絕了她。安妮特逃到她朋友父母的莊園。塞巴斯蒂安找到了她，表達了他的感情，然後他們做愛了。
在塞巴斯蒂安贏得“賭注”後，凱瑟琳向塞巴斯蒂安要求做爱，但塞巴斯蒂安拒絕了她，他現在只想要安妮特。塞巴斯蒂安告訴凱瑟琳，他打算告訴安妮特他爱她，但妒火中烧的凱瑟琳警告他，這樣做會毀掉他和安妮特的聲譽。于是塞巴斯蒂安對安妮特撒謊，聲稱她只是一個獵物，他對她沒有真正的感情。安妮特傷心欲絕，讓他離開。塞巴斯蒂安回来告訴凱瑟琳，他已經與安妮特分手了，現在想要得到贏得打賭的獎勵。这时凱瑟琳透露，她計劃的真正目標是他，而不是安妮特，是她操纵他抛弃第一次真正爱上的女生安妮特，供自己消遣。然後她把他打發走，告訴他她不會和“失敗者”睡覺。
塞巴斯蒂安想要聯繫安妮特坦白真相並請求第二次機會，但她拒絕見他。他給了她他的日記，其中詳細描述了凱瑟琳的操縱計劃、他們的賭注以及他對安妮特的真實感情。為了报复，凱瑟琳打電話給羅納德，聲稱塞巴斯蒂安傷害了她並與塞茜爾上床了。羅納德與塞巴斯蒂安在街上打了一架，安妮特赶来劝架，但被摔到車流中。塞巴斯蒂安把她推开，自己被出租車撞死了。塞巴斯蒂安和安妮特在他死前承認了彼此的愛。
在塞巴斯蒂安的葬禮上，凱瑟琳發表了悼詞，但人們中途開始離開。凱瑟琳衝到外面，發現塞茜爾正在分發塞巴斯蒂安的日記。隨著凱瑟琳的操縱和吸毒的細節被公之於眾，她的聲譽最終被毀。尤其是在发现她念珠的十字架上藏着可卡因之后，镜头暗示校长将把她开除出校。在最後一幕中，安妮特開著塞巴斯蒂安的車離開，身邊放著他的日記，回憶起他們在一起最美好的時光。

## 演员
- 莎拉·蜜雪兒·吉蘭 饰 凯瑟琳·默特伊（英语：Kathryn Merteuil）
- 瑞恩·菲利普 饰 塞巴斯蒂安·瓦尔蒙特
- 麗絲·韋花絲潘 饰 安妮特·哈格罗夫
- 莎瑪·布萊兒 饰 塞茜尔·考德威尔
- 露易絲·弗萊徹 饰 海伦·罗斯蒙德
- 約書亞·傑克遜 饰 布莱恩·塔特尔
- 艾力·馬比烏斯 饰 格雷格·麦康奈尔
- 史恩·派屈克·湯瑪士（英语：Sean Patrick Thomas） 饰 罗纳德·克利福德
- 斯伍茜·库尔茨 饰 雷吉娜·戈林鲍姆医生
- 克莉絲汀·巴倫絲基 饰 邦尼·考德威尔
- 艾麗娜·里德·霍爾（英语：Alaina Reed Hall） 饰 护士
- 黛博拉·歐福娜（英语：Deborah Offner） 饰 迈克拉克太太
- 泰拉·蕾 饰 玛尔西·戈林鲍姆
- 姚志丽 饰 梅-李
- 荷塔·薇爾（英语：Herta Ware） 饰 休格曼太太
- 德魯·斯耐德（英语：Drew Snyder） 饰 哈格罗夫校長
- 查理·奧康內爾 饰 考特·雷諾茲
- 佛瑞德·諾里斯（英语：Fred Norris） 饰 咪錶女警察